# أوجين فيشيه
أوجين أوسكار فيشيه (بورت هورون، ميشيغان، 14 مارس 1846 ـ 15 يناير 1925) هو ضابط بجيش الولايات المتحدة الأمريكية، شارك في الحرب الأهلية الأمريكية والحرب الإسبانية الأمريكية، وخدم في الجيش الخديوي المصري في عهد الخديو إسماعيل.
انضم فيشيه إلى الجيش الخديوي المصري وهو لم يزل ضابطًا برتبة ملازم ثانٍ في الجيش الأمريكي، حيث منحه الجنرال ويليام شيرمان إجازة لينضم إلى جيش الخديوية المصرية، حيث صار قائد سرب، وقائد إشارة، وقائدًا للاستطلاع والمسح في الفترة من 24 أكتوبر 1872 إلى 14 فبراير 1874. وقد حصل فيشية إبان خدمته في الجيش الخديوي المصري على رتبة بمباشي، ثم رُقي لاحقًا إلى رتبة قائمقام. وقد قام فيشيه في تلك الفترة بعمليات مسح جغرافي في النوبة والسودان، اقترح أثناءها منطقة أسوان كأنسب موقع لإنشاء سد للتحكم في النيل.